# Аха (село)
Аха (груз. ახა) — село в Грузии, на территории Дманисского муниципалитета края (мхаре) Квемо-Картли.

## География
Село находится в юго-восточной части Грузии, на левом берегу реки Ахи, на расстоянии приблизительно 14 километров (по прямой) к северо-западу от города Дманиси, административного центра муниципалитета. Абсолютная высота — 1315 метра над уровнем моря.

## Население
По результатам официальной переписи населения 2014 года в Ахе проживало 47 человек (23 мужчины и 24 женщины). В национальной структуре населения грузины составляли 91,5 %, азербайджанцы — 8,5 %.
| Год  | Население, человек |
| ---- | ------------------ |
| 2002 | 93                 |
| 2014 | ↘ 47               |